# Microtus miurus
Microtus miurus és una espècie de talpó que es troba al nord-oest de Nord-amèrica, incloent-hi Alaska i el nord-oest del Canadà.